# Saint-Symphorien-des-Monts
Saint-Symphorien-des-Monts là một xã thuộc tỉnh Manche trong vùng Normandie tây bắc nước Pháp. Xã này nằm ở khu vực có độ cao trung bình 204 mét trên mực nước biển.